# Alfred August z Windischgrätze
Alfred III. August kníže z Windischgrätze (německy Alfred August Fürst zu Windisch-Graetz; 31. října 1851 Praha – 23. listopadu 1927 Tachov) byl český šlechtic a rakousko-uherský politik, v letech 1893–1895 předseda předlitavské vlády a poté až do zániku monarchie předsedou Panské sněmovny říšské rady. Byl vnukem maršála Alfreda Windischgrätze a majitelem rozsáhlých velkostatků (Tachov, Kladruby, Lieskové).

## Životopis

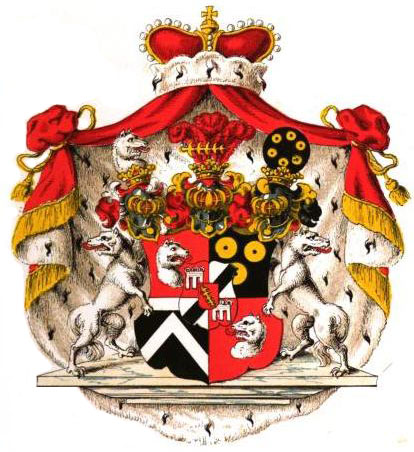
Rodový erb Windischgrätzů

Pocházel ze staré šlechtické rodiny Windischgrätzů usazené od 17. století v Čechách. Narodil se v Praze jako jediný syn generála knížete Alfreda II. z Windischgrätze a jeho manželky Hedviky, rozené princezny Lobkowiczové (1829–1852). Středoškolská studia absolvoval v Brně, maturoval ale na Skotském gymnáziu ve Vídni. Poté studoval práva na univerzitě v Bonnu, titul doktora práv získal na Univerzitě Karlově v Praze (1877). Mezitím po otci zdědil titul knížete, majetek v několika zemích Rakouska-Uherska a stal se hlavou celého rodu Windischgrätzů. Patřil mezi představitele české konzervativní šlechty, v roce 1879[zdroj?] se stal dědičným členem Panské sněmovny. V zemských volbách v roce 1883 byl zvolen na Český zemský sněm za kurii velkostatkářskou, svěřenecké velkostatky. Mandát obhájil v zemských volbách v roce 1889. Rezignace na mandát byla oznámena v prosinci 1893. Zastupoval Stranu konzervativního velkostatku, která podporovala český státoprávní program. Po smrti Jindřicha Jaroslava Clam-Martinice dokonce krátce předsedal straně konzervativního velkostatku a byl aktivním účastníkem a stoupencem punktačních jednání v roce 1890.
Po pádu Taaffeho vlády byl roku 1893 jmenován předsedou předlitavské vlády, jež se opírala o parlamentní koalici konzervativních aristokratů, Poláků a německých liberálů. Utvoření kabinetu vyvolalo obavy tehdy v českém politickém táboře dominantních mladočechů. Windischgrätz jako heslo své vlády vyhlásil otevřenost a pravdu a snažil se místo státoprávních a etnických otázek soustřeďovat na témata hospodářská a finanční. Mladočeši vůči vládě zaujali opoziční stanovisko a roku 1895 prováděli velkou obstrukci Říšské rady při projednávání daňové reformy. Windischgrätz ztroskotal na stejné otázce jako jeho předchůdce, na otázce volební reformy. Jakmile došlo v polovině roku 1895 k vypovězení parlamentní koalice, premiér ihned podal demisi. Od roku 1897 až do konce rakousko-uherské monarchie byl pak předsedou Panské sněmovny. V ní v roce 1903 vystoupil proti ústupkům Maďarům ve vojenské oblasti.

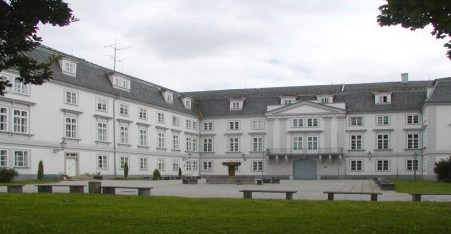
Zámek v Tachově, rodové knížecí sídlo

Za první světové války sloužil v rakousko-uherské armádě jako major v záloze. . Z titulu funkce předsedy Panské sněmovny byl účastníkem posledních politických aktů před rozpadem rakousko-uherského mocnářství. Dne 30. října 1918 předsedal zasedání říšské rady, na němž byla představena vláda Heinricha Lammasche. Zasedání říšské rady trvalo jen pět minut a Alfred Windischgrätz je ukončil krátce po 17. hodině. Vzhledem k dalšímu politickému vývoji v bývalých zemích Rakouska-Uherska formálně rezignoval na svou funkci 12. listopadu 1918.
Z čestných hodností byl nositelem titulů c. k. tajného rady a komořího, do roku 1918 byl také dědičným nejvyšším štolbou ve Štýrsku. Dále byl čestným rytířem Maltézského řádu a Německého řádu. V roce 1884 obdržel prestižní Řád zlatého rouna.
Zemřel 23. listopadu 1927 a byl pohřben v jím dokončené rodové hrobce v Kladrubech. Deník Národní politika ho v nekrologu označil za feudála oddaného Habsburkům, ale zároveň za oddaného zastánce česko-německého vyrovnání z roku 1890 a stoupence českého státního práva – ačkoliv cítěním byl Němec a v době nástupu do funkce předsedy vlády prohlásil, že nezná českou otázku.

## Majetek

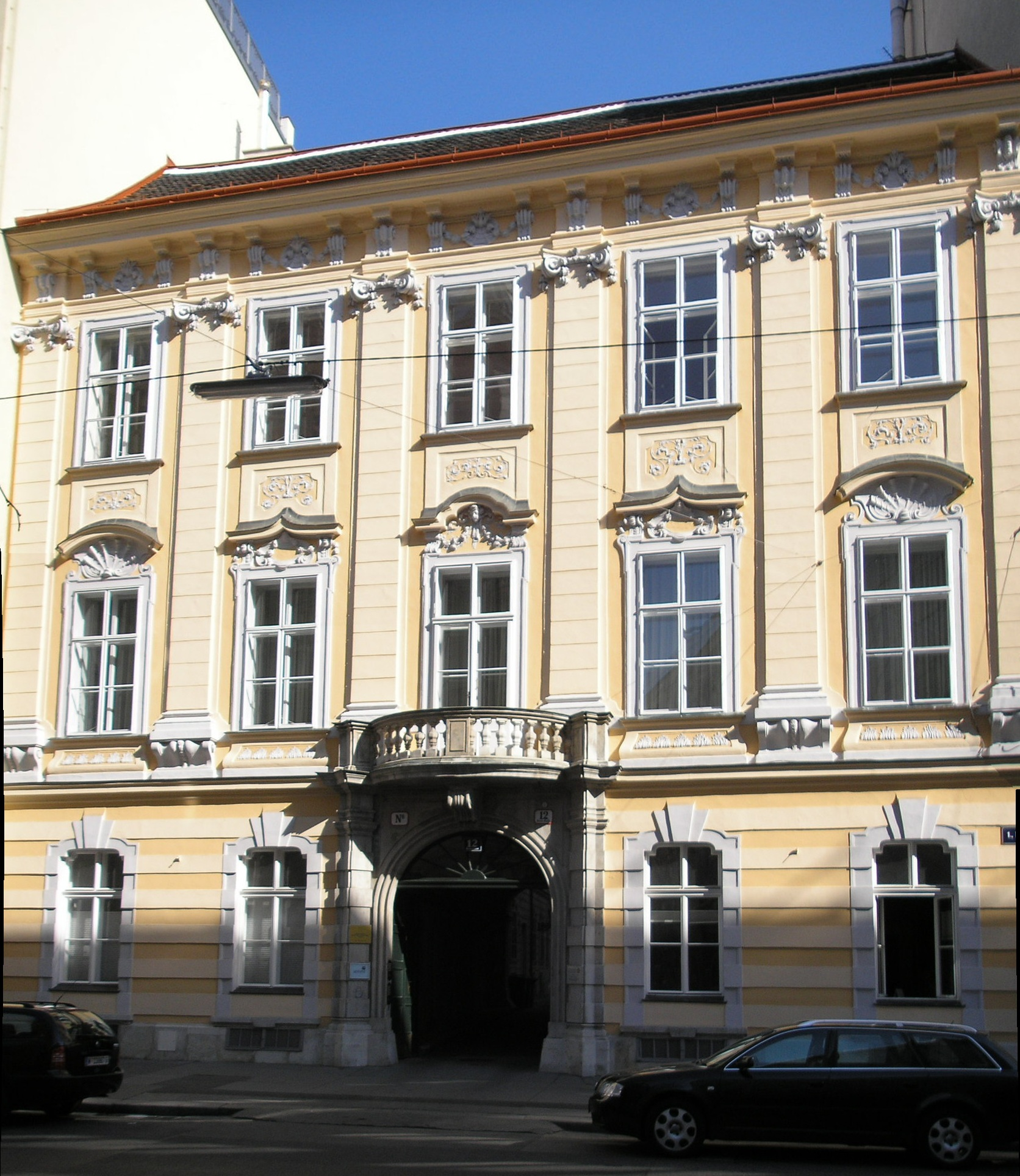
Rodový palác ve Vídni

Po otci zdědil několik velkostatků v Čechách, Horních Uhrách (dnešní Slovensko) a Kraňsku (dnešní Slovinsko). Největší podíl představovaly české statky Tachov, Kladruby a Štěkeň, které zaujímaly rozlohu přibližně 20 000 hektarů půdy a díky tomu patřili Windischgrätzové k významným pozemkovým vlastníkům v Českém království. V Horních Uhrách patřilo knížeti Alfredovi panství Lieskové s hradem Korlátka v Malých Karpatech s rozsáhlými lesy o rozloze přes 4 800 hektarů půdy. Dalším rodovým majetkem byl velkostatek Rogatec (Rohitsch) v dnešním Slovinsku s 3 500 hektary půdy. Kromě toho spadal do rodového dědictví palác v Praze a ve Vídni. Vídeňský palác v ulici Renngasse 12 (čtvrť Innere Stadt) byl v letech 1894–1895 upravován především s požadavky na reprezentaci knížete Alfreda III. v jeho vysokých politických funkcích. Pro letní pobyty sloužil zámek Tachov a Štěkeň. Zámek v Tachově byl v osmdesátých letech 19. století také upravován. Z podnětu knížete Alfreda byl přestavěn tachovský kostel Nanebevzetí Panny Marie s podílem architekta Josefa Mockera (1904–1908). Z dalšího tachovského kostela sv. Václava byla koncem 19. století přemístěna rodová hrobka Windischgrätzů do kláštera v Kladrubech. Poblíž Tachova byla po roce 1890 zbořena novogotická stavba zámku ve Světcích. Z areálu ve Světcích zůstala dodnes zachována jízdárna.
Po zániku monarchie se trvalým sídlem Alfreda Windischgrätze stal zámek v Tachově, kde byl podle dobových svědectví velmi oblíben. Krátce nato do rodového majetku zasáhla pozemková reforma, která znamenala prakticky úplnou ztrátu velkostatku ve Štěkni včetně zámku. Na Slovensku zůstaly rodině po provedení pozemkové reformy jen ekonomicky nevyužitelné pozemky vysoko v horách. Naopak na velkostatcích Tachov a Kladruby v západních Čechách byl průběh pozemkové reformy velmi benevolentní. Na to si upozorňovalo i československé ministerstvo národní obrany, které mělo zájem o přístup do rozsáhlých lesů na hranicích s Německem a v této věci si stěžovalo až v prezidentské kanceláři. Po smrti Alfreda III. byl majetek v Československu rozdělen na několik podílů, stěžejním dědicem se stal kníže Ludvík Alfréd (Aladár) (1882–1968) z uherské větve Windischgrätzů. Další podíly získaly Alfredovy dcery, respektive jejich potomstvo. Samotný tachovský zámek byl rozdělen na tři části. Rozdělení nemovitosti mezi několik dědiců, z nichž ani jeden v Tachově nesídlil (Ludvík Alfréd se usadil v Kladrubech), bylo neudržitelné a zámek v Tachově byl v roce 1936 formou daru převeden do majetku československého státu.
Vdova po Alfredovi III. kněžna Marie Gabriela strávila svá poslední léta v paláci ve Vídni a na zámku v Tachově, kde také roku 1933 zemřela.

## Rodina
Ve Vídni se 18. června 1877 oženil s princeznou Marií Gabrielou z Auerspergu (21. 2. 1855 Vídeň – 1. 6. 1933 Tachov), dcerou knížete Vincence Karla z Auerspergu, která byla později c. k. palácovou dámou a dámou Řádu hvězdového kříže. Manželé měli sedm dětí, z nichž pouze čtyři se dožily dospělosti. Syn Vincenc se roku 1913 zastřelil v Římě, kde působil na rakouském velvyslanectví.
- 1. Marie Hedvika (16. 6. 1878 Štěkeň – 22. 9. 1918 Chur), c. k. palácová dáma, dáma Řádu hvězdového kříže, manž. 1908 hrabě Frigyes Szapáry (5. 11. 1869 Budapešť – 18. 3. 1935 Vídeň), c. k. tajný rada, komoří, diplomat, rakousko-uherský velvyslanec v Rusku 1913–1914, doživotní člen uherské sněmovny magnátů
- 2. Alfréd Ludvík (24. 12. 1879 Tachov – 24. 4. 1880 Vídeň)
- 3. Kristina Marie Vilemína (19. 6. 1881 Štěkeň – 4. 12. 1895 Tachov)
- 4. Vincenc Alfréd Maria (3. 9. 1882 Tachov – 28. 3. 1913 Řím), c. k. komoří, diplomat. Spáchal sebevraždu, kvůli otcovu nesouhlasu s jeho sňatkem.[7]
- 5. Anežka Matylda (14. 2. 1884 Vídeň – 21. 5. 1969 tamtéž), dáma Řádu hvězdového kříže, manž. 1912 hrabě Adolf z Thun-Hohensteinu (31. 8. 1880 Klášterec nad Ohří – 29. 9. 1957), MUDr., c. k. komoří, nadporučík[18]
- 6. Vilemína (19. 9. 1885 Tachov – 23. 3. 1886 tamtéž)
- 7. Marie Aglaja (11. 1. 1887 Tachov – 24. 4. 1961 Vídeň), dáma Řádu hvězdového kříže, manž. 1908 hrabě Karel Apponyi z Nagy-Appony (28. 8. 1878 Hőgyész – 4. 3. 1959 Pálfa, Tolna), c. k. komoří, podplukovník